# Gíslahnúkur
Gíslahnúkur är en bergstopp i republiken Island. Den ligger i regionen Norðurland eystra, 220 km nordost om huvudstaden Reykjavík. Toppen på Gíslahnúkur är 1 275 meter över havet.
Trakten runt Gíslahnúkur är nära nog obefolkad, med mindre än två invånare per kvadratkilometer. Det finns inga samhällen i närheten. Trakten runt Gíslahnúkur består i huvudsak av gräsmarker.